# شافيركان
شافيركان هي مدينة ومركز في مقاطعة شافيركان في ولاية بخارى في أوزبكستان.